# P–38 Lightning
A P–38 Lightning (magyarul: villám) a második világháború elején kifejlesztett legnehezebb együléses amerikai vadászrepülőgép, amelyet a United States Army Air Corps igényeinek megfelelően terveztek a Lockheed mérnökei. Felépítése meglehetősen rendhagyó, ugyanis két, függőleges vezérsíkkal rendelkező törzs közé középre építették be a pilótakabint és a fedélzeti fegyvereket magába foglaló gondolát, ezeket a szárny kötötte össze. Két motor hajtotta, melyek forgatónyomaték-problémáit ellentétes irányban forgó légcsavarjaikkal oldották meg. Az elsősorban nagy hatótávolságú elfogó- és kísérővadász feladatkörre kifejlesztett típusnak több eltérő feladatkörű változata is készült, melyek képesek voltak zuhanóbombázó, alacsonyan támadó és fotófelderítő (F–4 és F–5) bevetéseket is végrehajtani, a világháború vége felé már rádiólokátort is építettek egyes változataiba.
A P–47 Thunderbolt szolgálatba állásáig a legnagyobb teljesítményű, többfeladatú vadászrepülőgép-típusa volt az amerikai repülőcsapatoknak, korszakának legösszetettebb és a világháború első felében a legnagyobb teljesítményű hadrendbe állított elfogóvadász-repülőgép volt. Egyedi kialakítása, nagy teljesítménye számos aerodinamikai és gyártástechnológiai problémát vetett fel, melyeknek megoldása a háború középső szakaszáig váratott magára. Továbbfejlesztése előremutató lett a nagy sebességű biztonságos repülés elérése terén, mérföldkő a repülés történetében.
Sok elsőség fűződik a nevéhez: az első amerikai vadászrepülőgép típus, amely német repülőgépet lőtt le (1942. augusztus közepe), az első, amelyik Berlin fölé repült (1944), az első, amelyik eredményes lett a csendes-óceáni térségben 1942. augusztus elején és amelyik leszállt Japánban (1945). Az egyetlen amerikai vadászgéptípus, amelyik aktívan szolgálta végig a háborút a Pearl Harbor-i támadástól kezdve a háború befejezéséig. Az európai hadszíntéren kívül bevetették a csendes-óceáni és a Kína–Burma–India térségben (CBI) is, ahol az amerikai pilóták mind a mai napig a legnagyobb arányú amerikai légigyőzelmeket érték el. Több mint 100 amerikai vadászpilótából „csinált” ászt a csendes-óceáni hadszíntéren, a legeredményesebb amerikai ászpilóták – Richard „Ira” Bong a menyasszonyáról Marge-nak elnevezett repülőgépével (40 db lgy.) és Thomas „Tommy” B. McGuire a Pudgy-val (38 db lgy.), illetve Charles Lindbergh és Robin Olds – is ezzel a típussal repültek. A délnyugat-ázsiai térség legnagyobb számban alkalmazott vadászgép típusa volt a P–51D Mustang-ok megérkezéséig. A csendes-óceáni harcokban bármelyik másik típusnál több japán repülőgépet lőtt le.
A RAF pilótái adták a „Lightning” becenevet a típusnak, a németek „villás farkú ördög”nek, a magyar pilóták csak „létrának” nevezték.
A típus megbízhatóságát jól mutatja, hogy a guadalcanali Henderson Field repülőtérről felszálló 16 db P–38G-vel sikerült rajtaütni és lelőni a Japán Birodalom kiváló hadműveleti tengernagya, Jamamoto Iszoroku repülőgépét Bougainville szigete fölött, 1943. április 18-án. A hadművelet a „Bosszú” fedőnevet kapta és az 1400 km-es bevetésen mindössze egy repülőgép veszett el. Az egyik leghíresebb pilóta, aki ezzel a típussal repült a francia író, Antoine de Saint-Exupéry volt, aki a Szabad Francia Erők F–5B–1–LO változatú távolfelderítő gépével 1944. július 31-én nyomtalanul eltűnt Marseille-től délre. A 2000-es évek végén a roncsot sikerült megtalálni és kiemelni, pilótája holléte azonban máig ismeretlen.
Mark Harmon édesapja, Tom Harmon amerikaifutball-játékos szintén repülte a típust, a 449th Fighter Interceptor Squadron kötelékében 1943 októberében egy Zero vadászgép lőtte le a japán megszállta Kínában, ahonnan kínai gerillák kimentették, 32 napos túra után a saját vonalak mögé.

## Története
A Lockheed P–38-asának elődváltozata az amerikai hadsereg légi hadtestének 1937 februári pályázati kiírására lett megtervezve. Ekkoriban olyan vadászrepülőgép típusai voltak a hadseregnek mint a P–26 Peashooter, a P–35 és a P–36 Hawk, mely utóbbival éppen a hadrendbe állítást végezték (utódát a Curtiss már tervezésbe vette, amely P–40 néven állt két évvel később szolgálatba). A britek hadrendbe állították a Hawker Hurricane-t és berepülés alatt állt a Supermarine Spitfire, melyek nyilvánvalóvá tették, hogy az akkori amerikai típusok már hadrendbe állásukat követően elavulttá váltak. A Circular Proposal X–608 nevű javaslatot – amely az amerikai „bombázó maffia” által propagált bombázóflotta-elképzelés ellenlépésének tekinthető – Benjamin S. Kelsey főhadnagy, katonai berepülőpilóta, és Gordon P. Saville katonai teoretikus dolgozták ki a hadtest részére, amely egy kétmotoros, nagy magasságban üzemelő „elfogó vadászrepülőgép”-re (interceptor) terjedt ki. A repülőgépnek alkalmasnak kellett lennie „nagy magasságú harcászati elfogó bevetésre és az ellenséges repülőgép nagy magasságon történő megtámadására”. Kelsey 1977-es nyilatkozata szerint az ő és Saville értelmezésében az elfogó szót azért alkalmazták a kiírásban, hogy az akkori rugalmatlan hadtesti szemléletet megkerülhessék, mely csak mint „üldöző” tekintett a vadászrepülőgépekre, amely repülőgépek képesek bombát is bevetni, de kizárólag területvédelmi feladatkörre alkalmazhatóak, egyfős személyzettel, egy motorral hajtva. Az elfogó vadászrepülőgép egy merőben új koncepciót takart. Céljuk az volt, hogy egy olyan potens, nagy tűzerejű vadászrepülőgépet hozzanak létre, melynek jobbak a manőverezési és sebességbeli teljesítményei nagy magasságban az akkori egymotoros kortársakhoz képest. Ezt erre a célra kiszerkesztett alacsony profilú, karcsú szárnnyal, kis légellenállású sárkányszerkezettel és két, nagy teljesítményű motorral akarták elérni. A kiírás szerint a maximális repülési sebessége legalább 580 km/h kellett legyen és 6 perc alatt kellett elérnie a 6100 méteres magasságot. Ezek akkoriban a legszigorúbb követelmények voltak, amit az USAAC valaha kiírt. A végül meg nem épített Vultee egymotoros XP1015 elképzelése hasonló elvek szerint lett tervezve, azonban nem volt eléggé fejlett, a további vizsgálatok elvetették a koncepciójukat. Hasonló elvek szerint készült el a Bell tervezete is, amely a Circular Proposal X–609 nevű kiírásra készült fejlesztés lett és végül mint P–39 Airacobra lett rendszeresítve, utóbbi fejlesztését Saville kitüntetett figyelemmel kísérte. Mindkét tervezet, a 608-as és a 609-es az akkor elérhető legerősebb amerikai soros hengerelrendezésű repülőgépmotorral, az Allison V–1710-zel és turbófeltöltővel lett felszerelve és mindkettő tricikliszerű futóművel lett ellátva. Repülési teljesítményük korszakuk – azaz az 1930-as évek végét – csúcsát képviselte. A fejlesztések koordinálása miatt Saville 1937 júniusában kiérdemelte az előléptetést századosi rendfokozatra.
A Lockheed tervezőcsapata, Hall Hibbard és Clarence „Kelly” Johnson vezetésével, a kétmotoros koncepcióra koncentrált, számításba vették több elképzelés maximális hatótávolságát, vonó- és tolólégcsavaros elrendezés esetén is. Johnson eddig részt vett több nagy sebességű repülőgép fejlesztésében, úgymint a Lockheed Model 9D Orion utasszállító repülőgépe, mely behúzható futóművével gyorsabb volt mint bármelyik akkori katonai repülőgép, és 1937-ben megnyerte a Harmon-kupát. Illetve részt vett a Model 10 Electra típusra épülő Electra Junior, Super Electra, Lodestar és Ventura fejlesztésében is, melyeknél dominált a nagy sebességű, nagy hatótávolságó, kis légellenállású, vagy nagy állásszögű, kis leszállósebességű megoldások kialakítása. A Ventura vezetett el a B–24 Liberator kialakításához. A háború után részt vett a Constellation család, illetve többek között az AQM–60 Kingfisher, a Starfighter és a Blackbird család – köztük az A–12 – fejlesztésében is.
A vizsgált kétmotoros koncepció – amely végül az XP–38 típusjelet kapta (X betűvel a kísérleti változatokat jelölték abban az időszakban) – a gyártói Model 22 jellel volt azonosítva, amelybe két 12,7 mm-es (.50 kaliberes) Browning M2 géppuskát, két 7,62 mm-es (.30 kaliberes) könnyűgéppuskát és középre pedig egy 23 mm-es T1 Army Ordnance gyártmányú gépágyút építettek be a pilótafülke előtti fegyvertérbe. Az .50-esekhez csövenként kétszáz, míg a .30-asokhoz csövenként ötszáz lőszert irányoztak elő. A gépágyú egy forgó dobtárból adogatott, összesen 50 darab töltény befogadására volt alkalmas. Ez a repülőgép még csak modell (mockup) volt. A 23 mm-es gépágyú az eredetileg „Kelly”-ék által kiírt 25 mm-es Hotchkiss-t helyettesítette. A későbbi prototípusba, az YP–38-ba már a nagyobb méretű 37 mm-es, M9 típusú önöltő ágyút építették be, amit John M. Browning tervezett. Ennek a fegyvernek a lőszerjavadalmazása mindössze 15 db volt, amit három öttöltényes ívtárból ért el. A repülési tesztek során azonban ez a konfiguráció nem bizonyult üzembiztosnak, ezért 1941 májusától júniusig egy P–38E-ben négy 12,7 mm-es M2-t és középre pedig egy 150 darabos lőszerjavadalmazású, 20 mm-es Hispano gépágyút építettek be, melyet az Oldsmobile gyártott licencszerződéssel, M1 típusjelzéssel. Ezek a tesztek eredményesen zajlottak le, így ez a változat maradt a típus elsődleges beépített fegyverzet-elrendezése. Ez – a P–39-et kivéve, amelyben a 37 mm-es M4 automata ágyút alkalmazták – egyedülálló megoldás volt az amerikai vadászrepülőgépek között. A korábbi-későbbi repülőgéptípusok a szárnyfelekben hordozták a fegyverzetet és a lőszert is. Ez az orrbani elhelyezés azonban nagyobb találati valószínűséget eredményezett, már akár 900 méteres lőtávolságból is. Gyakorlott pilóták ennél nagyobb távolságból is kezdeményezhették a tüzelést. A 20 mm-es gépágyú tűzgyorsasága percenként 650 lövés volt, a .50-eseké pedig 850, így kombinált össztűz eseten a P–38 több mint 4000 lövést tudott leadni percenként, melyben minden hatodik lövedék 20 mm-es volt. Folyamatos tüzeléskor a javadalmazás 14 (20 mm) és 35 (12,7 mm) másodpercig volt elegendő, utóbbi a teljes 500 darabos töltés esetén volt értelmezett. Hatótávolság növelése céljából kitapasztaltak egy csövenkénti 300 darabos lőszer-javadalmazást is, mellyel össztömeg-csökkentés mellett még elegendő mértékű tűzerő állt a pilóta rendelkezésére. Ez a kialakítás a legjobb megoldásnak bizonyult az eredeti, „bombázó-elfogó vadászrepülőgép” koncepció teljesítéséhez, amely a Circular Proposal X–608 és X–609 fő célkitűzése volt.
A Lockheed választotta „gondolás” törzskialakítás miatt triciklielrendezésű futóművet és buborék kabintetőt alakítottak ki, egyik sem volt szokványos abban az időben. A csöves fegyverzetet is magába foglaló kabin-orrgondola köré építették a motorokat tartalmazó két törzsrészt, melyekben kezdetben egy-egy ezer lóerős, 12-hengeres Allison V–1710 típusú soros benzinmotort helyeztek el, két nagy teljesítményű turbófeltöltővel, melyeket a motorok mögé építettek be. Ezek szolgáltatták a pályázati kiírás teljesítéséhez szükséges repülési paraméterek (emelkedési idő, repülési sebesség) elérését, melyet a bemutatott pályamunka túl is teljesített. A háromlapátos légcsavarokat a két motor ellenkező irányban forgatta meg (a pilótafülke felé), hogy így egyenlítsék ki az általuk keltett forgatónyomatékot (ezt a két motor főtengelyeinek ellentétes kialakításával érték el).
Magát a pályázatot 1937. június 23-án nyerte meg a Lockheed a Model 22 jelzésű pályamunkájával és szerződést kötöttek vele 1 darab kísérleti típus legyártására, 163 ezer USD értékben, immár XP–38 jelzéssel. A gyártó ezen kívül további 761 ezer USD-t költött a prototípus elkészítésére.
Ebben az időben a nyertes repülőgép a kor valamennyi vadászrepülőgép típusát felülmúlta és az első amerikai vadászrepülőgép volt, amelyik már a korai fejlesztési szakaszban 640 km/h-nál nagyobb sebességgel volt képes repülni vízszintes repülésben, valamint szintén az első, amelyikben jelentős mennyiségű korrózióálló acéllemezt és alumínium lemezburkolatot alkalmaztak, illetve süllyesztett fejű szegecseléseket a kötésekhez. A kor igazi csúcsmodelljének számított, számos technológiai újítást alkalmaztak (például szegecselések helyett ponthegesztéseket), ebből fakadóan számos lassan és költségesen megoldható problémával szembesültek a fejlesztése és gyártása alatt.

## Gyártása
A pályázat 1937. június 23-i elnyerése után a gyártás csak 1938 júliusában kezdődhetett meg és az egyetlen darab kísérleti gép – sorozatszáma 37-457 – első felszállását 1939. január 27-en teljesítette, Ben Kelsey vezetésével. Ezt követően Kelsey február 11-én átrepült vele a Wright Field-i repülőtérre, további tesztek lefolytatására. Henry H. Arnold tábornok, aki ekkor az USAAC parancsnoka volt, utasítást adott ki egy hosszútávú repülési sorozat megkezdésére, melynek végállomásául New York repülőerét jelölték ki. Az XP–38 rekordgyorsasággal teljesítette a feladatot, 7 óra 2 perc alatt repülte le a kijelölt útvonalat Kaliforniából. Ebbe nem számolták bele az üzemanyag-feltöltés miatti kétszeri leszállást. A gép azonban kényszerleszállás közben összetört a New York–hempsteadi Mitchel Field repülőtéren. A hiba oka karburátorbefagyás volt. A repülőeseménytől függetlenül a hadtest 1939. április 27-én 13 darab prototípust rendelt meg 134 284 USD-os darabáron. A prototípusok az YP–38 típusjelzést kapták. Kelsey, a Lockheed berepülőpilótája bosszús volt a kísérleti változat elvesztése miatt, ami hátráltatta a berepülési programot, további nehézséget okozott, hogy Kelsey-t 1939 májusában előléptették századossá.
A prototípusok legyártása azonban késést szenvedett, ugyanis számos átalakítást kellett elvégezni a szerkezeteken a későbbi nagy sorozatszám elérése érdekében. Ezen kívül, a Lockheed burbanki gyárát is át kellett alakítani, mert a gyártókapacitás sem volt megfelelő. Ebben az időben gyártották a Venturát, a Harpoont, a Hudsont, a Lodestart és tervezés alatt állt a négymotoros Constellation utasszállító repülőgép is a TWA-nak. Az 1. YP–38 az USAAC megrendelését követően közel másfél évvel később, 1940 szeptemberére készült csak el, első felszállását pedig az angliai csata vége felé, szeptember 17-én hajtotta végre. Az utolsó, 13. példány, 1941 júniusában lett átadva, ami meglehetősen lassú termelésnek mutatkozott (átlagosan havonta csak egy prototípus gurult ki a gyárból). A prototípusok közül egyet statikus terheléseknek vetettek alá, a többi tizenkettővel a tesztrepüléseket hajtották végre. A sorozatgyártás megkezdéséig számos változtatást hajtottak végre rajtuk, egymástól több helyen is eltértek az optimális műszaki megoldások megtalálása érdekében. Áttervezték többek között a motorfelfüggesztő dúcokat, a motorfőtengelyek forgási irányát megváltoztatták, a pilótafülkétől kifelé forogtak, szemben a Modell 22-ével, mellyel kedvezőbb repülési jellemzőket értek el a fegyverek alkalmazása közben. A szerkezet össztömegét is sikerült mérsékelni.

### Repülési tesztek
A tizenkét prototípus intenzív próbája során találkoztak először az úgynevezett nagy sebességű átesés aerodinamikai problémájával, ami a sárkányszerkezet egyes részein – jellemzően a szárnyfelek kilépő élein – hangsebesség közeli áramlások kialakulásakor jelentkezett. Az „összenyomhatósági probléma” megoldására több próbálkozás is történt a típus üzemeltetése alatt, azonban használható eredményeket csak 1943 év végére sikerült megalkotni, mikor is már több száz P–38E, F és G változatot repültek az alakulatok. Addig a típust repülő pilótáknak bizonyos sebességtartományokba nem volt szabad berepülniük, illetve azokból a zónákból mielőbb ki kellett kerüljenek. A problémát az jelentette, hogy a nagy sebességű áramlás, ami jellemzően zuhanás idején lépett fel, drasztikusan lerontotta mind a csűrőkormánylapok, mind a két farok között elhelyezett magassági kormány hatékonyságát. Ennek elsődleges oka a „túl jó” aerodinamikájú szárnyprofil és törzs volt, melyek hamar „átestek” (levált róluk az áramlás), illetve határfelületeiken rövid idő alatt kialakultak nagy sebességű légáramlások.
A prototípusokkal végzett repülések során, Mach 0,68 környékén, elsősorban süllyedés alatt, a dupla farkon erős rezgések voltak tapasztalhatóak, mely rontotta a magassági kormány hatékonyságát és az orr erős süllyedésbe ment át. A kormányfelületek a nagy sebesség miatt használhatatlanokká váltak, nem hagyva más lehetőséget a pilótának a kiugráson kívül (ha tudott). Ha elég idő állt rendelkezésre, alacsonyabb magasságon, a sűrűbb levegőrétegekbe érve a gép kellően lelassult annyira, hogy a kormánylapok ismét „fogjanak”, működésbe léphettek. 1941 májusában egy tesztrepülés során Signa Gilkey őrnagy pilóta addig maradt az irányíthatatlan szakaszban, amíg a magassági kormány trimlapjával ki nem tudta ékelni a gépet. A Lockheed mérnökeit aggasztotta ez az aerodinamikai korlát, azonban lekötötte őket a megrendelt mennyiség ütemezett, határidős leszállítása. 1941 júniusában a hadtestet átnevezték USAAF-ra (a hadsereg légierőire), ebben a hónapban adták át a 13. YP–38-at, szeptemberben pedig már összesen 65 darab P–38-at adtak át a szolgálatnak, több másik pedig gyártás alatt állt a RAF és a Szabad Francia Légierő részére, ami ekkor még Angliából működött.
1941 novemberére a gyártósorokon már számos problémát megoldottak, így a fejlesztőmérnökök több időt tudtak szánni a süllyedés során fellépő kormányzási nehézségek megoldására. Többel próbálkoztak: először rugóval szabályozott szervólapot szereltek a magassági kormány kilépőélére, amely 130 newton feletti erőhatás esetén megnövelte a pilóta erőkifejtését. A 43 éves kiváló berepülőpilóta, Ralph Virden többféle tesztsorozatot dolgozott ki az új módosítások elemzésére nagy és alacsony magasságokon végrehajtott, nagy túlterhelésű és sebességű manőverek eseten. 1941. november 4-én az erre átalakított 1. számú YP–38-cal nagy magasságú tesztrepülést hajtott végre sikeresen, azonban 15 perccel később látták, ahogy zuhanásba megy át és a kivételkor alkalmazott nagy túlterhelésű felhúzás során, körülbelül 1000 méteren a gép farka egyszerűen leszakadt és Virden a géppel együtt lezuhant. A pilóta elvesztése ellenére a Lockheed mérnökei biztosak voltak abban, hogy a gép elvesztését nem a szervólapok hibája okozta. A légierők szemlélője szerint a hiba oka a farkon kialakuló Flatter-hatás (remegés), ezért javasolta, hogy fordítsanak nagyobb figyelmet a farokszekcióra.
Az 1941-es év eltelt a Flatter-jelenség megoldására. A vizsgálatok arra mutattak rá, hogy a remegő jelenség a túl rugalmas farokszekció miatt alakul ki. A típusnak ez a szerkezete teljesen alumínium burkolatú volt és emiatt nem volt eléggé merev. Ezért változtattak a burkolaton: a magassági kormányon és az egyik függőleges vezérsíkon a burkolatot 63%-kal vastagabbra cserélték, de a merevség növekedése nem jelentett változást a vibrációban. Kenneth B. Wolfe altábornagy, a hadsereg gyártástervezésének vezetője javaslatára többlet-ellensúlyt helyeztek el a magassági kormány alsó-felső felületén, bár már így is több ellensúlyt építettek be mindkét függőleges vezérsíkra. Változatos kiépítésben több más helyre is felszereltek ilyeneket, dokumentálták az esetenként veszélyessé is váló repülési helyzeteket. „Kelly” Johnson Wolfe-nak tett 2414. jelentése szerint a süllyedések során fellépő vibrációs probléma változatlanul megmaradt a számos elhelyezési variáció során. A külső ellensúlyok nem jelentettek megoldást, de mivel Wolfe ragaszkodott hozzá, a típus összes változatának magassági kormánylapjára felszerelték.
Johnson emlékiratában leírta, hogy könyörgött a NACA-nak, hogy ismét végezhessenek modellteszteket a szélcsatornájukban a probléma megoldása érdekében. Ugyanis korábban számos esetben történtek modelltörések, amik időszakosan tönkretették a NACA szélcsatornáját. Henry H. Arnold tábornok, aki az USAAC után az USAAF parancsnoka is lett, közbenjárt és utasította a NACA-t a tesztek végrehajtására. Végül a NACA Mach 0,74 feletti sebességű megfúvásokkal kísérletezett a sárkányszerkezeteken. Rájöttek arra, hogy a nagy sebességű megfúvások során a nyomásközéppont a farok felé mozog (az áramlás „elvándorol”). A megoldást abban látták, hogy a nagy sebességű megfúvás során megváltoztatták a szárny alsó felületének geometriáját, hogy a felhajtóerőt a szárny felső felületén tartsák (áramlást lassító felületet építettek be). A különféle változatok kipróbálása végén, 1943 februárjában egy rövid reakcióidejű zuhanóféklapot szereltek a szárnyfelek alsó felületére, a motorgondolán túli részre, amely másfél másodperc alatt nyílt ki 35 fokos szögben. Elsősorban nem törzsféklapként funkcionált, hanem a szárny felső felületén a felhajtóerő, és így a nyomásközéppont helyzetének megmaradását érték el vele. A gyors zuhanóféklapok hatékonyságát a tesztpilóták próbarepülésekkel eredményesen bizonyították.
1943 végére néhány száz darabos zuhanóféklap-készletet küldtek ki Észak-Afrikába, Nagy-Britanniába és a csendes-óceáni térségbe a csapatokhoz tábori átszereléshez, azonban nem minden szállítmány ért célba. 1944 márciusában egy kétszáz darabos csomag semmisült meg, mikor egy hibás célazonosítást követően egy RAF vadászgép lelőtte a készletet szállító amerikai C–54 Skymaster-t (tévesen német Fw 200-nak azonosította). Burbankben a készletek helybeni, gyártás utáni felszerelését 1944 tavaszán kezdték meg a P–38J változatokon, majd az utolsó 210 darab P–38J-t már a gyártósoron alakították át 1944 júniusától, a P–38J–25 blokktól kezdődően. Az intenzív tesztek igazolták az elképzeléseket, a szárnyfelek alsó felületeire felszerelt zuhanóféklapok növelték a manőverezési lehetőségeket, azonban a legyártott repülőgép-mennyiség utolsó fele kapta meg csak ezeket a lapokat, a féklapok termelésének felfutása és gyártáskori végszerelése 14 hónapot vett igénybe, 1944 júniusáig. Addig a repülőcsapatok tábori átépítő készletekkel orvosolták a hiányt.
Azonban az összenyomhatósági probléma csak az egyik volt, amivel a fejlesztőknek szembe kellett nézniük a korszakalkotó sárkányszerkezet fejlesztése során. Egy másik ilyen aerodinamikai gond volt a farok rázkódása, amely az aeroelasztikusság tárgykörébe tartozik és nagy sebességű zuhanás idején szintén fellépett a „lefagyott” kormányszervekkel együtt. Ennek oka a turbulens légáramlatok farok előtti kialakulása volt. Ennek elkerülésére többféle lefúvási irányt és módot kipróbáltak a NACA szélcsatornájában, végül réseléseket alakítottak ki a szárnybelépőéleken, a törzs- és motorgondolákon. Végül a 15. szélcsatornateszten véglegesítették a réselési megoldásokat és az összes(!) Lightning századot ellátták a javítókészletekkel. Ezzel 40%-os légsebesség-növekedést értek el a szárny–törzs csatlakozásoknál, ahol a vastagság–húrhossz arány a legnagyobb. 7600 méteres magasságban, 800 km/h-s sebesség mellett ezen a területen a légáramlási sebesség megközelítette a hangsebességet. A réselési megoldások teljesen megoldották a rázkódási problémákat, az E változattól kezdődően minden típusváltozaton alkalmazták a javítókészletet.
További problémát jelentett a két motor egyikének elvesztése. Ekkor csökkenteni kellett az ép motor teljesítményét, állítani kellett a leállt motor légcsavarjának állásszögén, majd a repülés stabilizálása után volt csak szabad a működő motor teljesítményét a stabil állapotig növelni. Az egymotoros felszállás is lehetséges volt, csak nem teljes üzemanyagfeltöltés és fegyverterhelés mellett. Ezeket a repülési helyzeteket minden pilótának rendszeresen oktatták, a repülési eljárásokat tartalmazta a típus kézikönyve is. Ugyanilyen gondokkal küszködött a német Hs 129 és a negyedik prototípustól kezdődően a He 177A nehézbombázó is.
További gondnak tekintették a motorok túlzott csendességét is, ami a General Eletric turbófeltöltőinek volt köszönhető, a kiáramló kipufogógázokat jó hatásfokon hasznosították. Szintén megoldandó feladat volt a pilótafülke légkondicionálása, ugyanis az észak-afrikai üzem során az túlmelegedett, és a pilóták a kabintető megnyitásával a rázkódási hatást váltották ki (a pilótafülke mindkét oldalablakát manuálisan letekerhették a felső rész felnyitása nélkül). Nagy magasságú és téli üzem esetén pedig elviselhetetlenül lehűlt a beltér, mivel a két motor túl messze volt, hogy a légcsatornákon a motortól elvett meleg levegőt eredményesen be tudják juttatni a kabinba. Ez utóbbit fűtőradiátorral oldották meg, illetve elektromosan fűthető hajózóruhák alkalmazásával.

## Típusváltozatok
Az E változat előttiek olyan komoly problémákkal küszködtek, hogy nagyszámú sorozatgyártásra nem kerültek és a légierő helyettesítő típust keresett. Ezért került kipróbálásra a P–47 is mint kísérővadász.

### P–38D és E
Az első sorozatban gyártott altípus a D változat, amelybe öntömítő üzemanyagtartályokat és páncélzatot építettek. Azt a néhány kísérleti és nullsorozatpéldányt (1 darab XP–38 és 13 darab YP–38), amelyek ezt megelőzték, oktató, vagy teszetrepülőgépeknek használták. Ez az alváltozat is átesett időközi modernizálásokon, a fejlesztések hatására.
Az E változatban továbbfejlesztették a D elektronikai, hidraulikai berendezéseit és javítottak a műszerezettségén. Fotófelderítő változata az F–4. A bonyolultan és lassan gyártható Hamilton Standard Hydromatic üreges acél légcsavarlapátjai helyett duralumínium Curtiss Electric légcsavarokkal szerelték fel. Kialakították a végleges beépített fegyverzetet is az orrban: 4 darab 12,7 mm-es Browning M2 nehézgéppuska, javadalmazása csövenként 500 darab lőszer, és 1 darab 20 mm-es Hispano-gépágyú, 150 darab lőszerrel. Utóbbi az Oldsmobile 37 mm-es gépágyúját váltotta fel, amelyet a D-kben teszteltek, sikertelenül.
Mivel a D-kben szimmetrikusan elhelyezett fegyverek gyakran elakadtak, az E-kben már lépcsőzetesen kerültek kialakítva a géppuskák és a gépágyú, hogy a nagy túlterhelésű manőverek során a lőszerhevederek egymást ne akadályozzák. Ezt az elrendezést később a többi altípusban is meghagyták, nem módosították.
Az altípus 1941 novemberében jött ki a gyárból. A moszkvai csata fejleményeit szem előtt tartva, látva a típus előnyeit (két motorból eredő nagy sebesség, nagy szolgálati magasság), elkészítették a fotófelderítő változatát, amelybe a beépített fegyverzet helyére 4 darab fényképezőgépet szereltek. Noha a legtöbb korai F–4-et a légierő megtartotta honi kiképző repülőgépnek, mégis ez volt a típus első, harci körülmények között bevetett változata.

### P–38F
A gyártás 1942 tavaszán kezdődött. Márciusban jelent meg a csendes-óceáni, az év közepén az európai, majd novemberben az észak-afrikai harcterek felett. 527 darabot gyártottak belőle.

### P–38G
Ebbel a típusból 1082 db készült, mely az első 1943-ban állt szolgálatba a Csendes-óceánon.

### P–38H
A gyárakat 601 db hagyta el. A géptípus erősebb sárkánnyal és motorral készült.

### P–38J
A család egyik legelterjedtebb és legeredményesebb tagja, 1943 augusztusában állították hadrendbe, és 2970 példányt gyártottak belőle.

### P–38L
A legtöbbet ebből a típusból gyártottak, 3810-ot a Lockheednél és 113 darabot a Consolidated Vultee cégnél.

### P–38M
A világháború alatt jött létre az utolsó változat, a P-38M jelű éjszakai vadászgép, amely a szárny alatti antennákról és az orr alá helyezett radartartályról volt felismerhető.

## Megrendelők és üzemeltetők
- Amerikai Egyesült Államok
- Ausztrália
- Dominikai Köztársaság
- Egyesült Királyság
- Franciaország
  -  Szabad Francia Légierő
- Honduras
- Németország
- Olaszország
- Portugália
- Szovjetunió
- Tajvan

## Harci alkalmazása

### A háború előtt
Az első bevetett változat az F–4 fotófelderítő változat volt, melyek a P–38E-kből lettek átalakítva gyártói, vagy tábori körülmények között. Ezek a gépek a japán csapatmozgásokat figyelték meg a dél-csendes-óceáni térségben 1942 áprilisától. Az Osprey P-38 Lightning Aces 1942-1943 kiadványa szerint az első ilyen alakulat, amelyik felállt az F–4-esekkel, a 8. fotófelderítő század (8th Photo Reconnaissance Squadrs, PRS) volt, Karl L. Polifka hadnagy vezetésével, 1942. február 1-jén, majd Ausztráliába telepítették őket júliusban, négygépes szállítmányokkal. Az első négygépes A szállítmányból csak három gépet üzemeltettek, a negyedik gép alkatrészbázisul szolgált, mivel a korall-tengeri csata utáni időkben még nem volt kialakítva az utánpótlási hálózat. Ezekben az időkben a 8. század pilótái fotózták Rabaulon kívül Wewakot is.
Állítólag Sztálin külön kérésére szintén végeztek fotófelderítéseket 1941 decemberében Moszkva térségében (az első P–38E-k 1941 októberében álltak szolgálatba), vizsgálva a német csapatmozgásokat a moszkvai csata idején. Felderítő repüléseket hajtottak végre az Egyesült Államok határtérségeiben is, a Pearl Harbort ért japán támadás után.

### A csendes-óceáni hadszíntér
Kritikusok egyöntetű véleménye szerint a típus az amerikai hadsereg légierőinek legkorszerűbb és leghatékonyabb vadászrepülőgép típusa volt a csendes-óceáni háborúban. Itt a hadsereg öt légierejében – a 11., a 7., az 5. és a 13. – alkalmazták, Ausztráliától Alaszkáig, valamint a 10. a kína–burma–indiai hadszíntéren. A háború legeredményesebb vadászpilótája, Richard Bong, is ezzel a típussal érte el 40 légi győzelmét.
Japán pilóták visszaemlékezéseikben kitértek rá, hogy a jóval nagyobb magasságban őrjáratozó Lightningek akkor és ott kezdeményeztek és fejeztek be légi harcokat, amikor csak akarták. Az „elérhetetlen” típus jelentősen rombolta a japán pilóták morálját, főként a háború második szakaszától jellemző tapasztalatlan fiatal pilótaállomány körében.
A Pearl Harbor elleni támadást megelőzően 1941. június elején a nyugati parton, March Fielden ideiglenesen települő 14. csapásmérő osztály (14th Pursuit Group) kötelékében voltak P–38D és E változatok, melyekkel a pilóták típusátképzéseket hajtottak végre, P–40-ekkel és P–43 Lancerekkel is repültek ebben az időben. A 14. osztály 1942. február 7-én lett visszarendelve a kaliforniai Hamilton Fieldre, immár P–38F-ekre átszerelve, hogy védelmezzék az Államok nyugati partszakaszait. Az Egyesült Királyságnak legyártott első 40 darab Model 322 repülőgép ez, melyek brit felségjelzéssel lettek ellátva és a gyári raktárkészleten álltak, fegyvertelenül a Lockheed udvarán. Átadva a RAF-nak ezek a gépek már nem lettek, mert a brit 143 darabos rendelést hetekkel korábban lemondták, a megoldhatatlannak gondolt, farokrészen kialakuló Flatter-jelenség miatt. A Lockheed megtalálta a piaci megoldást, így 1942 januárjától az összes brit rendelésre legyártott gépet átvette az USAAC. A nyugati partra történő áttelepülés előtt a gyártó felfegyverezte a repülőgépeket.
A folyamatos üzem és a sorozatgyártás felfutása során az első légierő a 11. volt, amely alárendeltségébe P–38-asokat üzemeltető századot vezényeltek ki és az Aleuti-szigetek védelméért feleltek, az Észak-csendes-óceáni hadszíntéren. A 11. légierőt az 1942. év eleji megalakulását követően a japán támadás elkerülése érdekében szerelték fel a korszerű vadászrepülőgép-típussal. Ezek P–38D és P–38E változatok voltak. Ebben a térségben mutatkozott meg átgondolt tervezésének előnyei: kortársaihoz képest nagy őrjáratozási idővel rendelkezett és két motorjának köszönhetően az üzembiztonság, valamint a mostoha és hideg körülmények között is az elégséges teljesítmény. Koncentrált fegyverzete is megfelelőnek bizonyult.
Az 1942 közepétől bevetett gépek a 343. vadászrepülő-osztály és a 28. vegyes osztály (Composite Group) P–38E-jei voltak. A típus első légigyőzelmeit is ebben a térségben aratták 1942. augusztus 4-én, a 343. osztály 54. századából Stanley Long hadnagy két H6K-t lőtt le egy őrjárat során. A térség légi aktivitása azonban nem volt nagy a későbbi időkben sem, ezért 1943 közepén a 11. légierő átszervezésre került. A háború végéig összesen ötven légi győzelmet arattak itt a 11. légierő repülőcsapatai.
A 7. légierő műveleti területe a közép-csendes-óceáni térség volt. Az ebben a térségben bevetett P–38-asok szintén alacsony intenzitású légi harcokat vívtak, azonban annál fontosabb és hosszabb, órákig tartó őrjáratokat tartottak a midway-i csata utáni időkig. Az 531. század volt az egyetlen, a Trukot és Ivo Dzsimát támadó bombázók légi kíséretét látták el rendszeresen.
Az első, nagy számban bevetett változat a P–38F volt, melyeket Buna térségében kezdtek alkalmazni 1942 decemberében.
A két legnagyobb alkalmazó az 5. és a 13. légierő volt. Előbbi 1942-ben alakult meg Ausztráliában és azonnal be is vetették Pápua felett, a nyugat-csendes-óceáni térségben. A 13. légierő 1943 elején lett aktív és a dél-csendes-óceáni térség volt kijelölve részükre. Első főhadiszállásuk az új-hebridai Espiritu Santo volt és korai bevetéseiket a Salamon-szigetek felett hajtották végre, majd a legendássá váló Guadalcanal következett. A háború előrehaladtával a két magasabbegység műveletei egyre jobban összeolvadtak, majd az 1944. június 15-én megalakult Távol-keleti Légierő (Far East Air Force) részeivé váltak.
A 13-asok két P–38-cal felszerelt osztállyal rendelkeztek: a 18. és a 347. vadászrepülő-osztállyal. A 347-esek egyik századát, a 339. századot 1942 novemberében Guadalcanalra vezényelték. Salamon-szigeti reptereikről ugyanígy bevetették őket a japán szigetek ellen is, ahogy az 5. légierővel együtt a nyugati térségben is vezettek feladatokat Pápua és Új-Guinea felett, illetve Rabaul semlegesítése is feladatuk volt.
A csendes-óceáni térség legnagyobb Lightning-üzemeltetője az 5. légierő volt négy osztállyal: a 8., a 35., a 49. és a 475. vadászrepülő-osztályokkal. 1943-ban és 1944 első felében Pápua és Új-Guinea hadjáratai felett kerültek bevetésre, elsődlegesen segíteni a japán csapatok Port Moresby megszerzéséért indított támadásainak megállítását, majd az ellentámadások során légi fedezetet biztosítottak, lehetővé téve a sziget nagy területéről a japán csapatok kiűzését. Rabaul erődjének korai semlegesítése is feladatuk volt, a 13. légierő alakulataival együtt.
A Fülöp-szigetek felszabadításában is elsődleges típussá vált, hiszen mostohább üzemeltetési feltételei kedvezőbbek maradtak a P–51D-kkel szemben, melyek nem játszottak markáns szerepet a hadműveletek első részeiben (a P–51-esek inkább a B–29-esek hosszútávú bevetéseit oltalmazták és az északi részek elleni bevetésekben játszottak szerepet, úgy mint az Ivo Dzsima-i csata; ezek a századok jellemzően korábban P–40-nel repültek). P–38-as alakulatok települtek elsőként vissza a Fülöp-szigetekre és váltak fő eszközzé a sziget japán légierejének szétrombolásában.
Repülési jellemzőit tekintve bármelyik japán vadászrepülőgép-típust képes volt felülemelkedni és túlzuhanni, mely tulajdonságok harceljárásaik gerincét képezték. Manőverező légiharcokba viszont nem bocsátkozhattak, mert alulmaradhattak. Többgépes formációkban a P–38-asok rendre fölényben voltak elsőrendű tűzerejüknek és gyorsulási paramétereiknek köszönhetően. Magas repülési idejének és két motorjából eredő repülésbiztonsága miatt népszerű típus volt az üzemeltetők körében. Ezek miatt egyedül ez a típus jöhetett szóba Jamamoto tengernagy repülőgépének lelövésére is, mely biztosan megfordította a hadászati erőviszonyokat a térségben. A feladatot a guadalcanali támaszpontú 339. vadászrepülő-század hajtotta végre 1943. április 18-án, 16 darab P–38G-vel.

#### A kína–burma–indiai térség

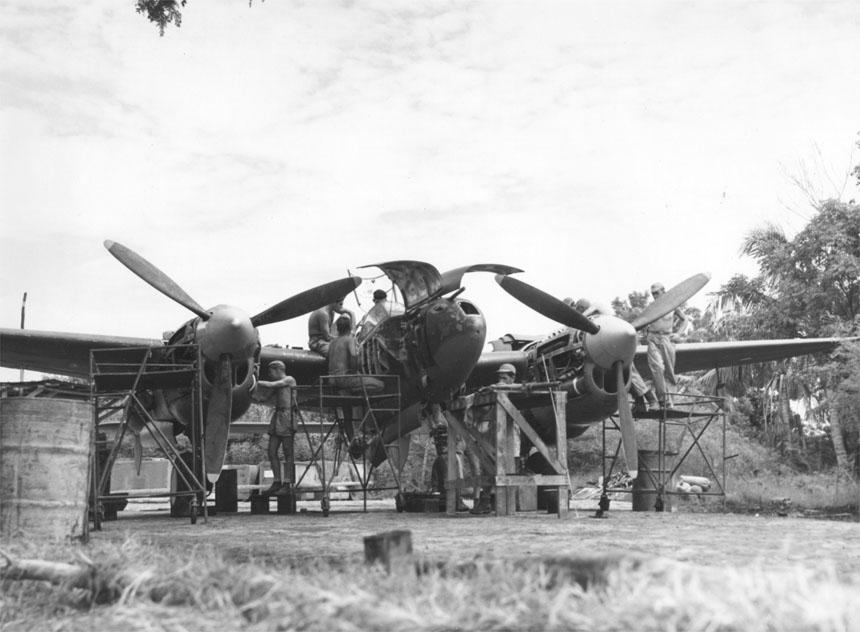
A 459. vadászszázad egyik P–38J-je (vagy L-je) a csittagongi repülőtéren. Itt állomásozott a RAF Thunderbolt I és II-kel felszerelt 30. és 135. százada is

A kína–burma–indiai (CBI) térségbe a 10. légierő (10 AF) 80. vadászrepülő-osztályát rendelték (becenevén a Burma Banshee-t), amely 1943 augusztusában lett felállítva, Burma májusi japán megszállása után. A P–38-at repülő 459. vadászrepülő-század (becenevén a Twin Dragon Squadron) mellett akkor már három század P–40 volt aktív júniustól (88., 89., 90. századok), majd az osztály a feltöltést és gyakorlatozást követően szeptembertől vált hadrafoghatóvá. Műveleti térségük Észak-Burma volt, majd Rangoon is. Kísérő feladatokat láttak el az Air Transport Command teherszállító repülőalakulatainak, biztosították „a Púp” (the Hump) bevetéseit, valamint japán hadászati és hadműveleti csomópontokat támadtak. Oltalmazták többek között a „Merrill martalócai” (Merrill's Marauders) ragadványnevű amerikai alakulatot és ellátását is. A P–40-esek helyét később részben P–47-esek vették át, azonban a 459. század maradt az egyetlen Lightning század. Alkalmaztak H, és J változatokat is. A század 1945. május 6-a körülig a térségben maradt. Ezt követően a 33. osztályba vezényelték át, majd az Államokba visszakerülést követően feloszlatták 1945. november elején.
1944 tavaszán még számos 1942-es gyártású P–38G és H volt üzemben a nyugat-csendes-óceáni térségben és a CBI-n.

### Európai hadszíntér
A légierő szerinti első repülőalakulat, amelynél rendszeresítésre került a típus, az az 1. csapásmérő osztály (1st Pursuit Group) volt. Az 1942. júniusi átalakulást követően az USAAF júliusban vette át az első P–38-at, mégpedig az 1. PG három századából a 27. vadászrepülő-század (27th Pursuit Squadron). Ezt követően a 71. és a 94. század is felszerelésre került. A 27. század azonosító jelzése a HV, a 71-é az LM, a 94-é a UN lett. Első bevetéseiket Izland légterének biztosítására teljesítették a nagy hatótávolságú német járőrgépek ellenében. A típus európai hadszíntéri első légi győzelmét a 27. század érte el 1942. augusztus 14-én, egy Fw 200 felett. Az Osprey P-38 Lightning Aces 1942-1943 kiadványa szerint is az 1. FG vette át az első P–38-asokat, de már 1941 áprilisában. Később, még ebben az évben vette át gépeit a 14. FG, és a 82. FG is, legtöbbje P–38E változat volt. A 20. és az 55. FG-k 1942 második felétől vették át gépeiket, 1943 januárjára ezek az osztályok, a 78. FG-vel kiegészülve lettek az európai hadszíntérre vezényelve (összesen hat osztály: 1., 14., 20., 55., 78., 82.).

#### A földközi-tengeri térség

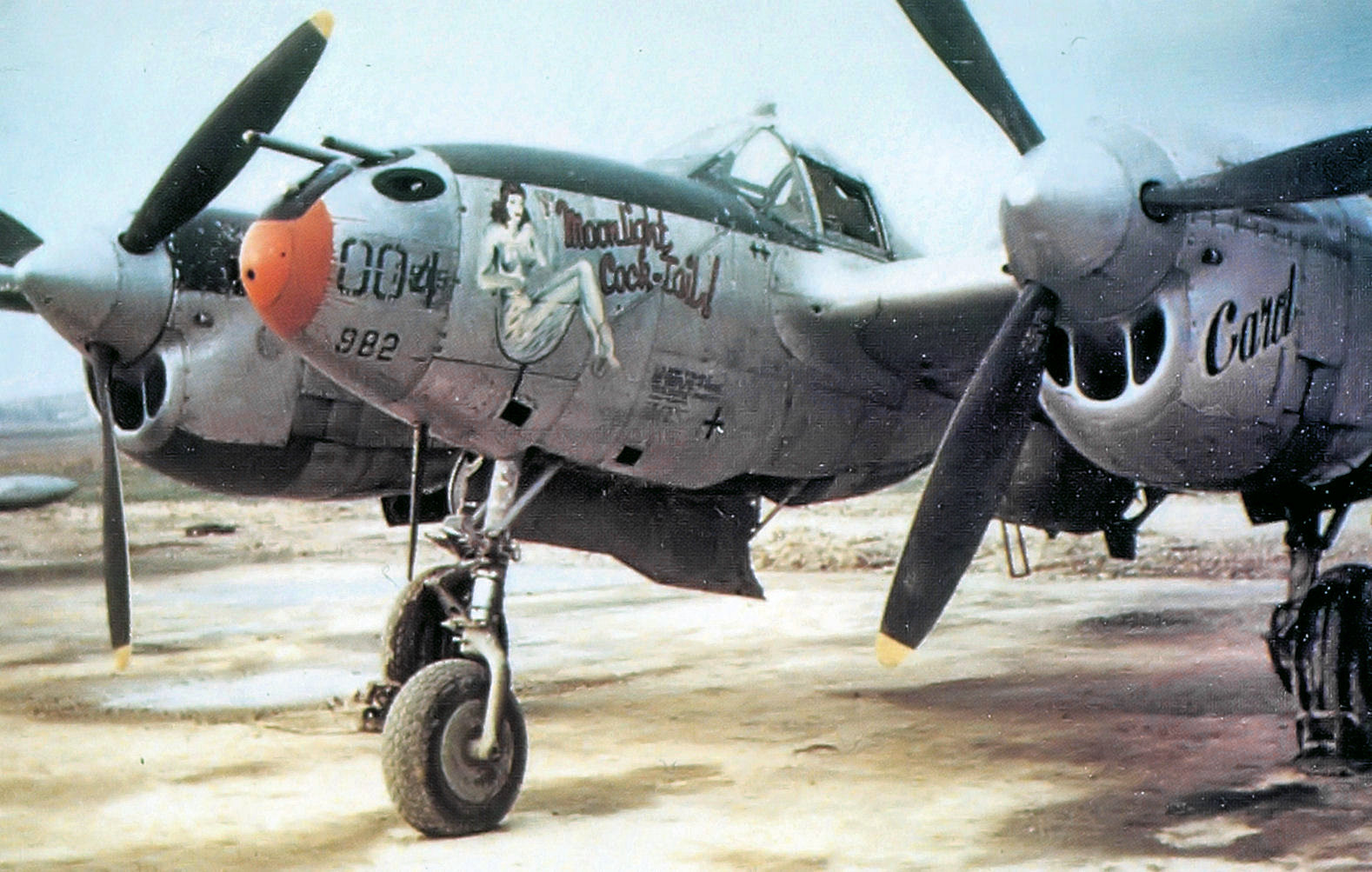
A 392. vadászszázad 42-68004 sorozatszámú P–38J–10–LO-ja 1945-ben egy 454 kg-os légibombával

Az 1. osztály (27., 71., 94. FS-ok), a 14. osztály (37., 48., 49. FS-ok) és a 82. osztály (95., 96., 97. FS-ok) a 305. vadászrepülő-ezred tagja lett, melyeket az 1943. november 1-től megalakuló 15 AF alá szerveztek és a Földközi-tengeri hadműveleti parancsnokság (MTOCO) vezette. A 15 AF a 12. és a 9. légierőből alakult meg. A légierő mindhárom osztálya, immár olaszországi támaszpontokról, bevetésre került Magyarország felett 1944 és 1945 között.
Előbbiben az 1., a 14. és a 82. osztályok üzemeltették a típust, mellettük a 33. P–40-est, a 81. és a 350. P–39-et, valamint a 31. és az 52. osztályok pedig Spitfire-öket. Utóbbiban, 1942 áprilisától, a IX Fighter Command vezetése alatt a 70. ezred 362., 363. (F–5-ösökkel is), 367. (392. FS) és 474. osztálya, valamint a 71. ezred 370. vadászrepülő-osztálya (402. és 485. FS) repülte a típust. A háború után az itt állomásozó Lightningok egy részét az olasz légierő részére átadták.